# Костенурките нинджа (сериал, 1987)
Вижте пояснителната страница за други значения на Костенурките нинджа.
„Костенурките нинджа“ (на английски: Teenage Mutant Ninja Turtles) е анимационен сериал, продуциран от американското студио Murakami-Wolf-Swenson и японското Shogakukan Studios. Той дебютира на 28 декември 1987 г. като мини-поредица от пет части, анимирани от студио Toei Animation. Сериалът представя Костенурките нинджа, създадени първоначално под формата на комикс от Кевин Ийстман и Питър Леърд, но целостта е значително изменена от тази на комикса с мрачен тон, за да е по-подходяща за семейството.

## В България
В България сериалът е излъчван за пръв път на 1 април 1991 г. по Първа програма (впоследствие Канал 1), като са пуснати първите три сезона. Епизодите върху които е записан българският дублаж са с френска обработка, като началната песен е на френски и ясно се чува, че говорът също е на френски. Епизоди са излъчвани и по желание на зрителите като част от предаването „Милион и едно желание“.
На 17 октомври 2009 г. сериалът започва повторно излъчване по PRO.BG в събота от 08:30, а разписанието му от следващия ден е всяка събота и неделя от 08:00 по два епизода един след друг. На 19 декември няма епизоди, а от 20 декември се излъчва от 08:30 по един епизод. От 2 януари 2010 г. се излъчва отново от 08:00 по два епизода. С последните два епизода от трети сезон, излъчени на 13 февруари, сериалът е временно спрян. На 5 юли 2010 г. започва повторно излъчване, всеки делничен ден от 07:00 по два епизода. Този път епизодите, върху които е направена българската обработка, са оригиналните с английско озвучаване. На 12 октомври 2010 г. от 07:30 започва премиерно четвърти сезон, а от следващия ден разписанието му е всеки делничен ден от 07:00 по два епизода. След него са излъчени и останалите сезони. Някои от епизодите не са излъчиха като част от техните си сезони, а впоследствие. Последният епизод е девети от четвърти сезон, който е излъчен на 11 януари 2011 г. Дублажът на първите три сезона е записан наново и е на студио Тайтъл Бе-Ге и началната песен е преведена. Дублажът на останалите сезони е на студио Триада.
Ролите се озвучават от Надя Топалова, Мая Димитрова, Димитър Дупаринов и Румен Рачев в дублажа на БНТ. В този на Тайтъл Бе-Ге ролите се озвучават от Симона Нанова, Георги Тодоров, Тодор Георгиев, Кирил Ивайлов и Станислав Пищалов. В този на студио Триада са Цветослава Симеонова, Иван Велчев, Иван Петков, Христо Димитров и Явор Караиванов.